# Gekko nutaphandi
Espèce
Gekko nutaphandi est une espèce de geckos de la famille des Gekkonidae.

## Répartition
Cette espèce est endémique de la province de Kanchanaburi en Thaïlande.

## Description
Gekko nutaphandi mesure jusqu'à 116 mm, queue non comprise.

## Étymologie
Cette espèce est nommée en l'honneur de Wirot Nutphand.

## Publication originale
- Bauer, Sumontha & Pauwels, 2008 : A new red-eyed Gekko (Reptilia: Gekkonidae) from Kanchanaburi Province, Thailand. Zootaxa, n. 1750, p. 32-42.